# Vzpínadlo

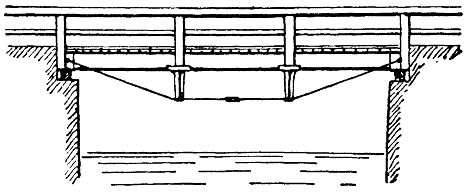
Příklad konstrukce vzpínadla u mostní lávky (dvojité vzpínadlo).

Vzpínadlo je druh nosné konstrukce, ve které je hlavní vodorovný trám vyztužený táhly a krátkými sloupky. Využití nachází například u mostních konstrukcí či obecně nosníků s větším rozpětím a také u konstrukcí skříně kolejových vozidel, především starších. Analogickými konstrukčními prvky jsou věšadlo, kdy je vodorovný nosný prvek zavěšen a vzpěradlo, kdy je vodorovný prvek podepřen.
Hlavní trám je částečně odlehčen od ohybového namáhání tím, že je převedeno na jeho tlakové namáhání, tlakové namáhání sloupků a na tahové namáhání vzpínadla. Při těchto druzích namáhání je – na rozdíl od ohybového namáhání – rovnoměrně využit celý průřez prvku, trám tedy získává větší únosnost nebo je možné jej navrhnout menší.
Táhla jsou většinou ocelová a mohou obsahovat rektifikační článek s pravým a levým závitem pro úpravu délky a tedy i napětí v prutu. Hlavní trám je namáhán pouze ohybem a tlakem.

## Jednoduchá a vícenásobná vzpínadla
Podle počtu svislých prutů, které podpírají vodorovný prvek, rozlišujeme vzpínadla jednoduchá, dvojitá či vícenásobná.